# Bukit Timah
Bukit Timah è una collina a Singapore che si estende in altitudine per 163,63 metri ed è il punto più alto nella città-stato di Singapore. Bukit Timah si trova vicino al centro della principale isola di Singapore.
L'area circostante è un'area di pianificazione urbana conosciuta come Area di Pianificazione Urbana di Bukit Timah sotto l'Autorità del Rinnovamento Urbanistico e fa parte della Regione Centrale, e dista 10 chilometri dal distretto finanziario centrale della città, l'Area Centrale. Quest'area è spesso menzionata come Bukit Timah, ed è anche conosciuta come Distretto 11.
L'area presenta un notevole numero di bungalow (case mono-famigliari e appartamenti a due piani) come di condomini.

## Etimologia e storia della Collina di Bukit Timah
Bukit Timah, che significa letteralmente "collina che produce stagno" in malese, era già identificata sulla mappa del 1828 disegnata dagli inglesi Frankin e Jackson come Bukit Timah. La collina era raffigurata sulla mappa in direzione nordovest, come due colline alla foce orientale del fiume Kranji.
Siccome la parte interna dell'isola non era stata completamente esplorata a quel tempo, la posizione e il nome della collina sulla mappa probabilmente provengono dalla comunità malese. Secondo una fonte, Bukit Timah non ha niente a che fare con lo stagno. Il nome originale malese era Bukit Temak, che significa "collina degli alberi temak", riferendosi a pokok temak, un albero che cresceva abbondantemente sui pendii della collina. Comunque, per l'orecchio occidentale, Temak nella pronuncia malese assomigliava a Timah, da cui Bukit Timah. Alcuni dicono che timah è un'abbreviazione di Fatimah, un nome malese popolare di ragazza.
Nel dicembre del 1843, venne completata una superstrada che porta alla collina. Fu costruita una piccola casupola con delle sedie per i visitatori. La collina allora venne vista come uno "straordinario sanatorio", siccome l'aria era «più fresca e pulita che in pianura, e produceva una piacevole sensazione di benessere allo spirito».
Bukit Timah è conosciuta come eyam malai (collina dello stagno) in tamil, essendo una traduzione letterale del nome malese. Per alcuni, è sinonimo del Club Ippico di Singapore, dove i membri e i visitatori a pagamento affluiscono nei giorni di gara. Questo circuito è chiuso al pubblico, diversamente da quello precedente (ora Farrer Park) dove la gente comune si divertiva a vedere gratis lo sport del re.

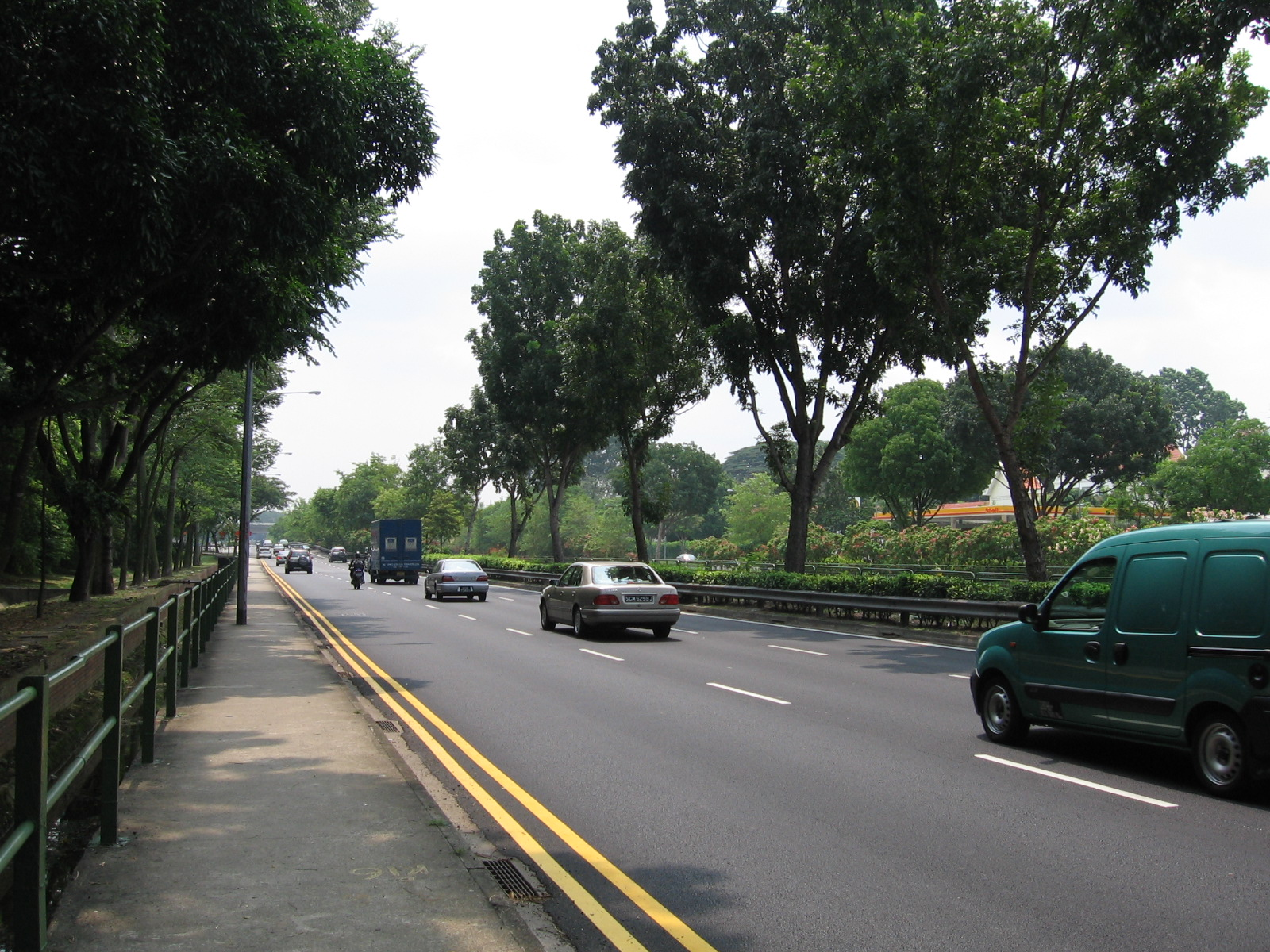
La Bukit Timah Road è una delle più antiche strade di Singapore.

La Bukit Timah Road, lunga 25 km, la strada più lunga di Singapore, che corre tra il nord e il sud dell'isola, prende il suo nome da questa collina. La strada verso Kranji fu completata nel 1845. Sembra che la zona fosse talmente infestata dalle tigri che ciò divenne un serio ostacolo alla vita umana. Nel 1860, quasi 200 persone furono citate per essere state uccise dalle tigri nelle coltivazioni di Uncaria e pepe. Il primo giro a cavallo intorno all'isola fu lungo la Bukit Timah Road nel 1840; ci vollero quattro giorni e fu compiuto da Mr Thomson e il Dr Little.
La Bukit Timah Road è conosciuta come tek kha kang a kinn in Min Nan, e significa "il lato del ruscello nel distretto di tek kha (o Selegie Road)". Questo si riferisce esclusivamente all'estremità inferiore della Bukit Timah Road. Le parti del villaggio di Wayang Satu e Bukit Timah sono chiamate diversamente. Gli Hokkien si riferiscono a Bukit Timah anche con be chia lo bue, che significa "fine della strada della carrozza".
La Bukit Timah Road vide anche l'ultimo baluardo difensivo contro l'esercito invasore giapponese. Durante la Seconda guerra mondiale, quando i britannici dovettero cedere Bukit Timah ai giapponesi l'11 febbraio, sapevano che avrebbero avuto scarsa possibilità di vincere la battaglia di Singapore, poiché la maggior parte delle loro riserve di cibo e rifornimenti erano immagazzinate lì. Il 15 febbraio 1942, il capo delle Forze alleate, il tenente generale Arthur Ernest Percival, si arrese al tenente generale Tomoyuki Yamashita alla fabbrica Ford a Bukit Timah.
Durante l'occupazione giapponese, le truppe nipponiche costruirono un tempio shintoista Syonan-to (Syonan-to era il nome dell'occupazione di Singapore), simile a quelli dello Il santuario Yasukuni in Giappone ma di grandezza minore, sulla collina di Bukit Timah. Vennero costruite sul sito due lapidi in memoria dei morti di guerra giapponesi e sorprendentemente, delle truppe inglesi cadute per difendere Singapore. Gli studenti, i comandanti giapponesi, e i rappresentanti dei prigionieri di guerra inglesi si riunirono abitualmente per commemorare i morti durante l'occupazione.
A breve dalla resa giapponese, le forze nipponiche distrussero frettolosamente il tempio shintoista, avendo paura che se fossero tornate le forze britanniche, avrebbero smantellato tutto quanto in una maniera disonorevole. L'odierno sito dove fu eretto il tempio shintoista, scorre verso un'area grigia tra la Riserva naturale e la zona restrittiva dell'esercito di Singapore. Parecchi storici si sono recati sul sito, e un episodio dall'allora documentario storico della Television Corporation of Singapore (TCS), "Hey Singapore", era sul luogo del misterioso tempio shintoista. Da allora, il governo di Singapore ha nominato il luogo "Sito storico". Non ci sono piani per ripristinare il vecchio sito, secondo speculazioni di persone infuriate dalla Repubblica Popolare Cinese e dall'estero.
I caduti di guerra giapponesi furono riportati al tempio di Yasukuni, mentre i resti delle truppe britanniche furono portati al British Commonwealth's Kranji War Memorial a Singapore. Non rimane nulla del tempio shintoista Syonan-to, a parte il Sacro Laghetto della Pulizia e molte pavimentazioni in pietra giapponesi lasciate sul sito.
Dopo l'occupazione giapponese di Singapore, le fattorie e le piantagioni a Bukit Timah diedero impulso agli edifici industriali e agli appartamenti in crescita. Negli anni sessanta e settanta, Bukit Timah fu un grande centro industriale. Oggi, questi sono stati rimpiazzati da bungalow di lusso, case a schiera e condominii, facendo di Bukit Timah il distretto residenziale del primo ministro di Singapore.

## Curiosità
L'area di Bukit Timah è particolarmente importante per l'alto valore della terra. La zona di Bukit Timah ha una vasta flora e foresta rispetto alle altre parti di Singapore, e contiene la riserva naturale di Bukit Timah, che è in parte responsabile del suo alto valore della terra. La riserva naturale venne inaugurata nel 1883.
Il Bukit Timah Race Course, un impianto per corse ippiche di purosangue, venne aperto nel 1933 e utilizzato fino al 1999.
Include anche istituzioni educative come la Anglo-Chinese School (Barker Road), la Singapore Chinese Girls' School, la Methodist Girls' School, la Hwa Chong Institution, il National Junior College, la Raffles Girls' Primary School, la Nanyang Primary School, la Nanyang Girls' High School, la Pei Hwa Presbyterian Primary School, la Saint Joseph's Institution e il Ngee Ann Polytechnic tra gli altri.
La zona confinante ospita molti bungalow, di solito costosi nel piccolo stato di Singapore, come del resto condominii a molti piani. Molti emigrati e i cittadini di Singapore benestanti tendono a stare in questa regione. L'aumento dei prezzi della terra ha portato a uno sviluppo di nuovi palazzi. Per esempio, il Copthorne Orchid Hotel sulla Dunearn Road è in fase di rinnovamento per creare palazzi in vendita.
Questa regione venne in seguito estesa e venne creato l'Upper Bukit Timah (Distretto 21). La Keretapi Tanah Melayu dalla Malaysia ha una stazione di passaggio qui lungo il suo percorso ferroviario da Johor Bahru a Tanjong Pagar.